# Compreignac
Compreignac is een gemeente in het Franse departement Haute-Vienne (regio Nouvelle-Aquitaine) en telt 1435 inwoners (1999). De plaats maakt deel uit van het arrondissement Bellac.

## Geografie
De oppervlakte van Compreignac bedraagt 47,4 km², de bevolkingsdichtheid is 30,3 inwoners per km².
De onderstaande kaart toont de ligging van Compreignac met de belangrijkste infrastructuur en aangrenzende gemeenten.

## Demografie
Onderstaande figuur toont het verloop van het inwonertal (bron: INSEE-tellingen).

## Bekende inwoner
Léonard Honoré Gay de Vernon (1748-1822) was voor de Franse Revolutie parochiepriester in Compreignac. Erna was hij gedurende een jaar burgemeester voor hij werd verkozen in de Wetgevende Vergadering.